# GIUK 갭

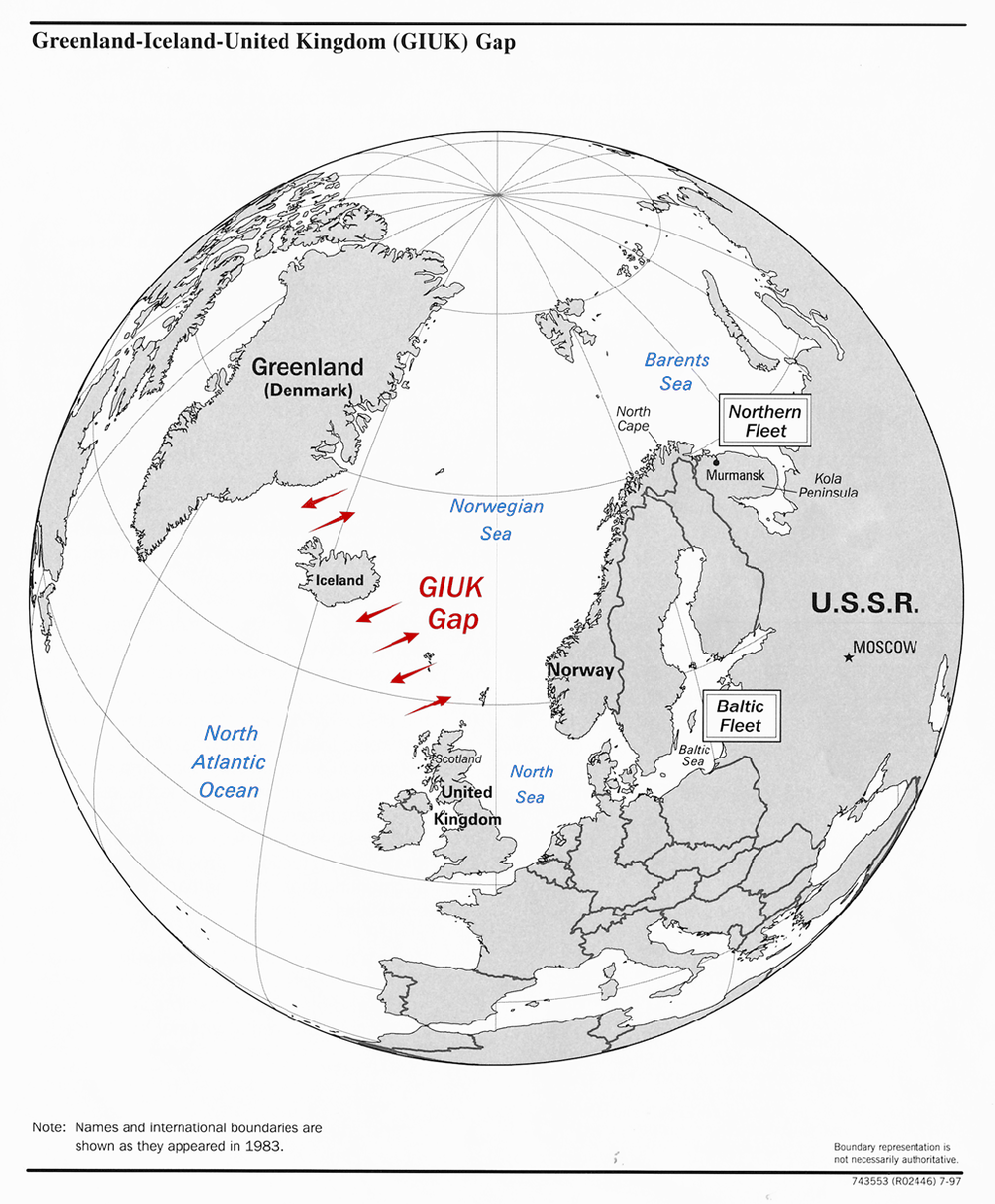

GIUK 갭(영어: GIUK gap)은 해군 초크포인트를 형성하는 북대서양 지역. 그 이름은 그린란드, 아이슬란드, 영국의 약자이며, 그 간격은 이 세 대륙 사이의 두 개의 열린 바다이다. 이것은 대서양에서 노르웨이 해와 북해를 분리한다. 이 용어는 일반적으로 군사 주제와 관련하여 사용된다. 이 지역은 20세기 초부터 전략적으로 중요한 지역으로 여겨져 왔다.
1. ↑  Pincus, Rebecca (27 May 2020). "Towards a New Arctic". The RUSI Journal. 165 (3): 50–58.